# Physochlaina macrophylla
Physochlaina macrophylla là loài thực vật có hoa trong họ Cà. Loài này được Bonati miêu tả khoa học đầu tiên năm 1914.